# Лука Миливоєвич
Лука Миливоєвич (серб. Luka Milivojević, нар. 7 квітня 1991, Крагуєваць) — сербський футболіст, півзахисник еміратського клубу «Шабаб Аль-Аглі».
Виступав також за клуби «Рад», «Црвена Звезда», «Андерлехт», «Олімпіакос» та «Крістал Пелес», а також національну збірну Сербії.

## Клубна кар'єра
Народився 7 квітня 1991 року в місті Крагуєваць. Вихованець футбольної школи клубу «Раднички» (Крагуєваць). Дорослу футбольну кар'єру розпочав 2007 року в основній команді того ж клубу, в якій провів один сезон, взявши участь лише у 5 матчах чемпіонату.
Своєю грою за цю команду привернув увагу представників тренерського штабу клубу «Рад», до складу якого приєднався 2008 року. Відіграв за белградську команду наступні чотири сезони своєї ігрової кар'єри.
2012 року уклав контракт з клубом «Црвена Звезда», у складі якого провів наступний рік своєї кар'єри гравця. Більшість часу, проведеного у складі «Црвени Звезди», був основним гравцем команди.
З 2013 року приєднався до бельгійського «Андерлехта» на умовах п'ятирічного контракту.
Проте вже 1 вересня 2014 року серба, що мав проблеми з потраплянням до основного складу бельгійської команди, було віддано в оренду до грецького «Олімпіакоса». Став основним гравцем середньої ланки команди з Пірея і влітку 2015 року греки викупили його контракт за 2,3 мільйона євро. В сезоні 2015/16 продовжував залишатися основним гравцем «Олімпіакоса» і здобув у його складі свій другий поспіль титул чемпіона Греції.
31 січня 2017 року за майже 16 мільйонів євро перейшов до англійського «Крістал Пелес».

## Виступи за збірні
2010 року дебютував у складі юнацької збірної Сербії, взяв участь у 5 іграх на юнацькому рівні.
Протягом 2011–2012 років залучався до складу молодіжної збірної Сербії. На молодіжному рівні зіграв у 11 офіційних матчах, забив 1 гол.
2012 року дебютував в офіційних матчах у складі національної збірної Сербії.
2018 року поїхав на свій перший великий міжнародний турнір на рівні збірних — тогорічний чемпіонат світу в Росії, де розпочав виступи як гравець стартового складу своєї команди.

## Статистика виступів

### Статистика клубних виступів
Станом на 1 вересня 2014 року
| Клуб               | Сезон              | Чемпіонат | Чемпіонат | Кубок    | Кубок | Кубок | Єврокубки | Єврокубки | Єврокубки | Загалом | Загалом |
| Клуб               | Сезон              | Ігор      | Голів     | Змагання | Ігор  | Голів | Змагання  | Ігор      | Голів     | Ігор    | Голів   |
| ------------------ | ------------------ | --------- | --------- | -------- | ----- | ----- | --------- | --------- | --------- | ------- | ------- |
| «Рад»              | 2008—09            | 1         | 0         |          | 0     | 0     |           | 0         | 0         | 1       | 0       |
| «Рад»              | 2009—10            | 9         | 0         |          | 0     | 0     |           | 0         | 0         | 9       | 0       |
| «Рад»              | 2010—11            | 26        | 0         |          | 0     | 0     |           | 0         | 0         | 26      | 0       |
| «Рад»              | 2011—12            | 13        | 3         | КС       | 1     | 0     | ЛЄ        | 4         | 0         | 18      | 3       |
| «Рад»              | Загалом            | 49        | 3         |          | 1     | 0     |           | 4         | 0         | 54      | 3       |
| «Црвена Звезда»    | 2011—12            | 11        | 2         | КС       | 3     | 0     |           | 0         | 0         | 14      | 2       |
| «Црвена Звезда»    | 2012—13            | 25        | 6         | КС       | 2     | 0     | ЛЄ        | 5         | 0         | 32      | 6       |
| «Црвена Звезда»    | 2013—14            | 0         | 0         |          | 0     | 0     | ЛЄ        | 1         | 0         | 1       | 0       |
| «Црвена Звезда»    | Загалом            | 36        | 8         |          | 5     | 0     |           | 6         | 0         | 47      | 8       |
| «Андерлехт»        | 2013—14            | 16        | 0         | КБ       | 1     | 0     | ЛЧ        | 4         | 0         | 21      | 0       |
| «Андерлехт»        | 2014—15            | 3         | 0         | КБ       | 1     | 0     |           | 0         | 0         | 4       | 0       |
| «Андерлехт»        | Загалом            | 19        | 0         |          | 2     | 0     |           | 4         | 0         | 25      | 0       |
| Загалом за кар'єру | Загалом за кар'єру | 104       | 11        |          | 8     | 0     |           | 14        | 0         | 126     | 11      |

## Титули та досягнення
- Чемпіон Бельгії (1):

«Андерлехт»: 2013-2014
- Володар Суперкубка Бельгії (1):

«Андерлехт»: 2014
- Чемпіон Греції (2):

«Олімпіакос»: 2014-2015, 2015-2016
- Володар Кубка Греції (1):

«Олімпіакос»: 2014-2015
- Володар Суперкубка ОАЕ (1):

«Шабаб Аль-Аглі»: 2024
- Чемпіон ОАЕ (1):

«Шабаб Аль-Аглі»: 2024-2025
- Володар Кубка Президента ОАЕ (1):

«Шабаб Аль-Аглі»: 2024-2025